# NGC 5716
NGC 5716 је спирална галаксија у сазвежђу Вага која се налази на NGC листи објеката дубоког неба.
Деклинација објекта је - 17° 28' 36" а ректасцензија 14h 41m 5,5s. Привидна величина (магнитуда) објекта NGC 5716 износи 13,0 а фотографска магнитуда 13,7. NGC 5716 је још познат и под ознакама MCG -3-37-4, IRAS 14383-1715, PGC 52458.